# Graham Hall
Graham Hall (* 9. September 1989 in Alcester, Warwickshire) ist ein englischer Dartspieler.

## Karriere
Graham Hall spielte 2013 erstmals die PDC Qualifying School. Da er jedoch keine Tour Card sich erspielen konnte, nahm er an der Challenge Tour teil und konnte am 11. Mai 2013 sein einziges Event gewinnen. Über die Pub Qualifiers konnte Graham Hall sich für die UK Open 2015 qualifizieren. Dort schied er jedoch in der Vorrunde gegen Robbie Green aus. 2017 nahm Hall dann auch an Turnieren der BDO und WDF teil. 2020 nahm er erneut erfolglos an der PDC Qualifying School teil. 2021 erreichte Hall bei den England Open das Viertelfinale. Nach einer weiteren Teilnahme ohne Tour Cardgewinn an der Qualifying School konnte er sich über Riley’s Amateur Qualifier von Solihull für die UK Open 2022 qualifizieren. Mit Siegen über Kevin Burness, Andrew Gilding und Steve Beaton zog er in die vierte Runde ein, wo er schließlich mit 7:10 gegen Keane Barry verlor. Im April rückte Hall bei den Players Championships 2022 nach und konnte einmal die zweite Runde erreichen. Es folgte einen Monat später eine Finalteilnahme beim Welsh Classic.
Im Januar 2023 konnte er dann schließlich sich bei einer weiteren Q-School-Teilnahme eine Tour Card zur Teilnahme an der PDC Pro Tour erspielen. Bei den UK Open überstand Hall sein erstes Spiel gegen Jeffrey Sparidaans, schied aber in Runde zwei gegen Thomas Banks aus. Er qualifizierte sich außerdem für drei European Tour-Events und konnte einmal ein Spiel gewinnen. Bei den Players Championships war er jedoch nicht sehr erfolgreich. Einige Male erreichte er die dritte Runde, ab Mitte September gewann er jedoch kein Spiel mehr. Erst im Februar 2024 konnte Hall wieder eine zweite Runde erreichen.
Bei den UK Open 2024 verlor Hall erneut in Runde zwei gegen einen Qualifikanten, dieses Mal Michael Taylor. In diesem Jahr gelang ihm eine Achtelfinalteilnahme beim Players Championship-Turnier Nummer 17. Außerdem war er wieder bei zwei Turnieren der European Tour dabei, jedoch dieses Mal ohne in gewonnenes Spiel. Eine weitere Turnierqualifikation gelang ihm jedoch nicht und so beendete er das Jahr auf Rang 82 in der Order of Merit. Somit verlor Hall nach zwei Jahren seine Tour Card wieder.
Bei der Q-School 2025 startete Hall somit in der Final Stage. Insgesamt gewann er dabei fünf Spiele und stand am ersten Tag im Achtelfinale. Dieser Erfolg am ersten Tag sorgte jedoch nur für zwei Punkte für die Rangliste, sodass Hall seine Tour Card nicht zurückerringen konnte.

## Titel

### PDC
- Secondary Tour Events
  - PDC Development Tour
    - PDC Challenge Tour 2013: 8